# Nemesia daedali
Espèce
Nemesia daedali est une espèce d'araignées mygalomorphes de la famille des Nemesiidae.

## Distribution
Cette espèce est endémique de Crète en Grèce.

## Description
La carapace de la femelle holotype mesure 8,4 mm de long sur 6,2 mm.

## Étymologie
Cette espèce est nommée en l'honneur de Dédale l'architecte du Labyrinthe de Cnossos ou a été découverte cette mygale.

## Publication originale
- Decae, 1995 : Two new trapdoor spider species in the genus Nemesia Audouin, 1827 and the first report of this genus from Greece (Araneae, Mygalomorphae, Nemesiidae). Deinsea, vol. 2, p. 1-8 (texte intégral).